# 小泉瀨奈
小泉瀨奈（日语：／ Koizumi Sena，9月3日—），日本女性配音員。出身於愛知縣。

## 人物簡介
ARTSVISION所屬，日本播音演技研究所畢業。
興趣、特長：電影鑑賞、玩遊戲、全方面運動、吃得快。
會想成為配音員的作品是海外電影《ID4星際終結者》的日語配音工作。

## 演出作品

### 電視動畫
2014年
- Love Live！（學生）

2016年
- 龍族拼圖X（學生領袖）
- 鎖鏈戰記 ～赫克瑟塔斯之光～（羅恩迪雅）

2018年
- 蠟筆小新（店員、女大學生A）
- 哆啦A夢（少女）
- 刃牙（觀眾）

2020年
- 蠟筆小新（女性社員A、男孩子）

2021年
- 蠟筆小新（嬰兒A）
- 緋紅結繫（評論員）

2022年
- 派對咖孔明（女高中生）
- IDOLiSH7 Third BEAT!（女性D）

2024年
- 龍族拼圖（小孩）

2025年
- 天久鷹央的推理病歷表
- 炎炎消防隊 參之章（小孩）

### 電影動畫
2020年
- 蠟筆小新：激戰！塗鴉王國與差不多四勇者（幼兒園兒童）

2023年
- 劇場版美少女戰士Cosmos（鐵鼠）

### 網路動畫
2020年
- 刃牙（觀眾）

### 遊戲
2015年
- 水女孩（廷庫）
- 激鬥學園（辛美味、中華鐵人辛美味、亞亞須衛里子、機動少女亞亞須衛里子[4]）
- XUCCESS HEAVEN（比與森英里華[5]）
- 天空艦隊
- 皇家同花順英雄（"Gunner"蜜雅[6]）

2016年
- 圓環感染爆發 code-S-（箕旗菫[7]）
- 城姬Quest 極（洲本城、中城城、丸岡城[8]）

2018年
- 亞爾堤戰記（日语：アルテイルクロニクル）（莎拉[9][10]）
- 問答RPG 魔法使與黑貓維茲（蜜拉笛亞·卡）
- FOX-Flame Of Xenocide-（朱里[11]）

2019年
- 編隊少女（萊拉·沙貝爾[12]）

2020年
- PORTE MIRAGE（德爾海特、桑德拉[13]）

### 外語配音

#### 電視影集
| 作品年份 | 作品名稱   | 配演角色           | 演員          | 媒介      |
| -------- | ---------- | ------------------ | ------------- | --------- |
| 2018     | 在巴黎找我 | 伊內斯·勒·布列塔尼 | 尤巴·阿基拉德 | NHK綜合版 |

### 旁白
- （BS東視）

### 有聲劇場
- LisBo（日语：LisBo） 中田Station 7（2018年，佐藤久美子）

### 有聲書
- kikubon（日语：kikubon）
  - 葉（2020年，朗讀）
  - 慈悲（2020年，朗讀）
  - 貓咪事務所 對小小衙門的幻想（2020年，朗讀）
  - 夜鶯（2020年，朗讀）

## 腳註

## 外部連結
- ARTSVISION公式官網的聲優簡介 （页面存档备份，存于） （日語）